# Editura Sfântul Ierarh Nicolae
Editura Sfântul Ierarh Nicolae cu sedii în Brăila și Galați este o editură din zona Brăila - Galați, înființată în anul 2009, an în care a și publicat peste 40 de titluri.

## Prezentare
Sloganul editurii, care este Publicarea de carte este misiunea noastră, reflectă menirea acestei edituri, care vine în sprijinul autorilor de carte valoroasă, mai ales didactică.

## Sala de „lectură Online”
În Sala de Lectură Online Editura Sfântul Ierarh Nicolae a publicat, cu titlu gratuit, numai în anul 2009, peste 10 lucrări - romane, aforisme, poezii, memorialistică, ș.a. - de valoare, sub formă de ebook-uri gratuite. Colecția Sălii de Lectură,  sporește continuu, prin formatul inovativ de publicare pus la dispoziția autorilor - mai ales a autorilor de carte didactică. Între autorii publicați, se numără: Dănuț Nacu, Romana Șufană, Adriana Pavăl, George Crintă, Luiza Românul, Valentin Verzeanu, Constantin Stan, Adina Laura Băcean, Carmen Negreț, Daniel Voinea.